# Supercoppa di Germania 2017
La Supercoppa di Germania 2017 (ufficialmente DFL-Supercup 2017) è stata  la diciottesima edizione della Supercoppa di Germania.
Si è svolta il 5 agosto 2017 al Signal Iduna Park di Dortmund tra il Bayern Monaco, vincitore della Bundesliga 2016-2017 e il Borussia Dortmund, vincitore della Coppa di Germania 2016-2017.
Ad aggiudicarsi il trofeo è stato per la sesta volta il Bayern Monaco, con una vittoria ai rigori dopo due tempi regolamentari conclusi sul 2-2.

## Partecipanti
| Squadre           | Qualificazione                              | Partecipazioni precedenti (il grassetto indica la vittoria)     |
| ----------------- | ------------------------------------------- | --------------------------------------------------------------- |
| Borussia Dortmund | Vincitore della Coppa di Germania 2016-2017 | 8 (1989, 1995, 1996, 2011, 2012, 2013, 2014, 2016)              |
| Bayern Monaco     | Vincitore della Bundesliga 2016-2017        | 10 (1987, 1989, 1990, 1994, 2010, 2012, 2013, 2014, 2015, 2016) |

## Tabellino
| Arbitro: | Felix Zwayer (Berlino) |

|                                               |                      |                                            |
| Pulisic 12’ Aubameyang 71’                    | Marcatori            | 18’ Lewandowski 88’ (aut.) Bürki           |
| Dembélé Philipp Aubameyang Rode Castro Bartra | Tiri di rigore 4 – 5 | Lewandowski Ribéry Kimmich Rudy Vidal Süle |

| Borussia Dortmund | Bayern Monaco |

| P               | 38 | Roman Bürki                   |       |     |
| D               | 26 | Łukasz Piszczek               |       |     |
| D               | 25 | Sōkratīs Papastathopoulos (c) | 17’   |     |
| D               | 5  | Marc Bartra                   |       |     |
| D               | 2  | Dan-Axel Zagadou              | 53’   | 77’ |
| C               | 8  | Nuri Şahin                    |       |     |
| C               | 27 | Gonzalo Castro                |       |     |
| C               | 19 | Mahmoud Dahoud                |       | 46’ |
| A               | 7  | Ousmane Dembélé               |       |     |
| A               | 17 | Pierre-Emerick Aubameyang     |       |     |
| A               | 22 | Christian Pulisic             |       | 90’ |
| A disposizione: |    |                               |       |     |
| P               | 1  | Roman Weidenfeller            |       |     |
| D               | 4  | Neven Subotić                 |       |     |
| D               | 36 | Ömer Toprak                   |       |     |
| C               | 18 | Sebastian Rode                | 86’   | 46’ |
| C               | 30 | Felix Passlack                | 90+3’ | 77’ |
| A               | 14 | Alexander Isak                |       |     |
| A               | 20 | Maximilian Philipp            |       | 90’ |
| Allenatore:     |    |                               |       |     |
| Peter Bosz      |    |                               |       |     |

| P               | 26 | Sven Ulreich       |     |     |
| D               | 32 | Joshua Kimmich     |     |     |
| D               | 8  | Javi Martínez      |     | 60’ |
| D               | 5  | Mats Hummels       |     |     |
| D               | 13 | Rafinha            |     |     |
| C               | 19 | Sebastian Rudy     |     |     |
| C               | 24 | Corentin Tolisso   |     | 84’ |
| C               | 23 | Arturo Vidal       | 74’ |     |
| A               | 25 | Thomas Müller (c)  |     | 67’ |
| A               | 9  | Robert Lewandowski | 69’ |     |
| A               | 7  | Franck Ribéry      |     |     |
| A disposizione: |    |                    |     |     |
| P               | 36 | Christian Früchtl  |     |     |
| D               | 4  | Niklas Süle        |     | 60’ |
| D               | 34 | Marco Friedl       |     |     |
| C               | 29 | Kingsley Coman     |     | 67’ |
| C               | 33 | Timothy Tillman    |     |     |
| C               | 35 | Renato Sanches     |     | 84’ |
| A               | 41 | Miloš Pantović     |     |     |
| Allenatore:     |    |                    |     |     |
| Carlo Ancelotti |    |                    |     |     |